# Willem van Pruisen
Frederik Willem Karel (Berlijn, 3 juli 1783 — aldaar, 28 september 1851), prins van Pruisen, was een Pruisisch militair en diplomaat.

## Leven
Willem was de vierde zoon van Frederik Willem II van Pruisen en Frederika van Hessen-Darmstadt en dus een jongere broer van Frederik Willem III. Vanwege zijn gelijknamige neef, de latere keizer Wilhelm I, zoon van Frederik Willem III, werd hij vaak Prinz Wilhelm Bruder genoemd.
Hij ontving de gebruikelijke militaire opvoeding van onder anderen Georg Friedrich von Tempelhoff. Evenals zijn koninklijke broer gold hij als mensenschuw en verlegen. Hij diende sinds 1799 bij de koninklijke lijfwacht te Potsdam, waar hij  met generaal Oldwig von Natzmer een hechte vriendschap ontwikkelde die zijn leven lang zou duren. In 1806 steunde hij prins Louis Ferdinand en verschillende generaals in hun protest tegen het beleid van staatsminister Christian von Haugwitz. Frederik Willem III beschouwde dit als muiterij en liet hem overplaatsen naar Rathenow. Kort daarna streed hij als luitenant-kolonel in de Slag bij Auerstedt.
Willem was sinds december 1806 werkzaam te Tilsit, waar hij het ondertekenen van het Verdrag van Tilsit bijwoonde. In deze tijd leerde hij alle Pruisische staatslieden kennen, onder wie de hervormers Heinrich Friedrich Karl vom und zum Stein en Gerhard von Scharnhorst, die hem evenals de koning stimuleerden zich met de politiek te gaan bemoeien: Scharnhorst stelde voor hem te benoemen tot hoofd van een militaire onderzoekscommissie, Stein tot minister van Oorlog. Frederik Willem stuurde hem in 1807 echter als buitengewoon gezant naar Parijs om Napoleon ervan te overtuigen een einde te maken aan de onderdrukking van Pruisen. De diplomatiek nog onervaren prins werd door de Franse keizer met achting ontvangen, maar bereikte niets.
Hij begeleidde in 1808-1809 Scharnhorst naar Sint-Petersburg. Terug in Koningsbergen nam hij deel aan de besprekingen over de vraag of Pruisen zou moeten deelnemen aan de Vijfde Coalitieoorlog en adviseerde hij te wachten. De Bevrijdingsoorlogen maakte hij mee in het hoofdkwartier van Blücher. Hij streed in de Slag bij Großgörschen (2 mei 1813), waar zijn paard onder hem vandaan werd geschoten, en in de Volkerenslag bij Leipzig (16-19 oktober 1813). Eind oktober verving hij Karel van Mecklenburg als commandant van de tweede brigade van het korps van generaal Johann David Ludwig Graf Yorck von Wartenburg. Hij streed in de Slag bij Montmirail (11 februari 1814) en de Slag om Parijs (30 maart 1814) en werd kort na het laatstgenoemde gevecht bevorderd tot generaal der cavalerie. In de veldtocht van 1815 raakte hij gebrouilleerd met August Neidhardt von Gneisenau, wiens bevelen hij meermaals slechts met tegenzin uitvoerde. Op 8 juni 1815 benoemde koning Willem I der Nederlanden Willem tot Grootkruis in de Militaire Willems-Orde.
Al in 1814 had Stein Willem tot stadhouder van het door Pruisen bezette Saksen willen benoemen. Karl August von Hardenberg wees dit echter af, en ook plannen - voorgesteld in 1814 en 1816 - hem stadhouder van de Rijnprovincie te maken gingen door 's prinsen gebrek aan interesse in civiel bestuur niet door. Willem keerde na de oorlog terug naar Berlijn, waar hij steeds meer teruggetrokken leefde, en kocht in 1822 het landgoed Fischbach bij Jelenia Góra. In 1824 werd hij gouverneur van de Bondsvesting Mainz, een ambt dat hij vervulde tot 1829 en nogmaals van 1834 tot 1839 en van 1844 tot 1849. Hij werd in 1830 gouverneur-generaal van de Rijnprovincie en Westfalen, waar men vanwege de naburige Belgische Opstand zijn verzoenende invloed nodig achtte. Willem trok zich na de dood van zijn echtgenote in 1846 terug in Fischbach. Hij stierf in 1851.

## Huwelijk en kinderen
Willem leerde in het voorjaar van 1803 Marie Anne Amalie van Hessen-Homburg (1785-1846) kennen, het twaalfde kind van landgraaf Frederik V. Uit het huwelijk, dat in 1804 werd voltrokken, werden acht kinderen geboren:
- Frederika Louise Caroline Amalia Wilhelmina (1805-1806)
- Irene (1806-1806)
- Frederik Tassilo Willem (1811-1813) en Hendrik Willem Adalbert (1811-1873)
- Frederik Willem Tassilo (1813-1814)
- Frederik Willem Waldemar (1817-1849)
- Marie Elisabeth Caroline Victoria (1815-1885), gehuwd met Karel Willem Lodewijk van Hessen-Darmstadt, zoon van groothertog Lodewijk II
- Friederike Franziska Auguste Marie Hedwig (1825-1889), gehuwd met Maximiliaan II van Beieren

## Kwartierstaat
| Frederik Willem I van Pruisen (1688-1740) | Frederik Willem I van Pruisen (1688-1740) | Frederik Willem I van Pruisen (1688-1740) | Frederik Willem I van Pruisen (1688-1740) | Frederik Willem I van Pruisen (1688-1740)   | Frederik Willem I van Pruisen (1688-1740)   | Sophia Dorothea van Hannover (1687-1757)    | Sophia Dorothea van Hannover (1687-1757)    | Sophia Dorothea van Hannover (1687-1757)    | Sophia Dorothea van Hannover (1687-1757)    | Sophia Dorothea van Hannover (1687-1757)   | Sophia Dorothea van Hannover (1687-1757)   |                                            |                                            | Ferdinand Albrecht II van Brunswijk-Wolfenbüttel (1680-1735) | Ferdinand Albrecht II van Brunswijk-Wolfenbüttel (1680-1735) | Ferdinand Albrecht II van Brunswijk-Wolfenbüttel (1680-1735) | Ferdinand Albrecht II van Brunswijk-Wolfenbüttel (1680-1735) | Ferdinand Albrecht II van Brunswijk-Wolfenbüttel (1680-1735) | Ferdinand Albrecht II van Brunswijk-Wolfenbüttel (1680-1735) | Antoinette Amalia van Brunswijk-Wolfenbüttel (1696-1762) | Antoinette Amalia van Brunswijk-Wolfenbüttel (1696-1762) | Antoinette Amalia van Brunswijk-Wolfenbüttel (1696-1762) | Antoinette Amalia van Brunswijk-Wolfenbüttel (1696-1762) | Antoinette Amalia van Brunswijk-Wolfenbüttel (1696-1762) | Antoinette Amalia van Brunswijk-Wolfenbüttel (1696-1762) |  |  | Lodewijk VIII van Hessen-Darmstadt (1691-1768) | Lodewijk VIII van Hessen-Darmstadt (1691-1768) | Lodewijk VIII van Hessen-Darmstadt (1691-1768) | Lodewijk VIII van Hessen-Darmstadt (1691-1768) | Lodewijk VIII van Hessen-Darmstadt (1691-1768) | Lodewijk VIII van Hessen-Darmstadt (1691-1768) | Charlotte Christina Magdalene Johanna van Hanau-Lichtenberg (1700-1726) | Charlotte Christina Magdalene Johanna van Hanau-Lichtenberg (1700-1726) | Charlotte Christina Magdalene Johanna van Hanau-Lichtenberg (1700-1726) | Charlotte Christina Magdalene Johanna van Hanau-Lichtenberg (1700-1726) | Charlotte Christina Magdalene Johanna van Hanau-Lichtenberg (1700-1726) | Charlotte Christina Magdalene Johanna van Hanau-Lichtenberg (1700-1726) |                                            |                                            | Christiaan III van Palts-Zweibrücken (1674-1735) | Christiaan III van Palts-Zweibrücken (1674-1735) | Christiaan III van Palts-Zweibrücken (1674-1735)     | Christiaan III van Palts-Zweibrücken (1674-1735)     | Christiaan III van Palts-Zweibrücken (1674-1735)     | Christiaan III van Palts-Zweibrücken (1674-1735)     | Carolina van Nassau-Saarbrücken (1704-1774)          | Carolina van Nassau-Saarbrücken (1704-1774)          | Carolina van Nassau-Saarbrücken (1704-1774) | Carolina van Nassau-Saarbrücken (1704-1774) | Carolina van Nassau-Saarbrücken (1704-1774) | Carolina van Nassau-Saarbrücken (1704-1774) |  |  |  |  |  |  |  |  |  |  |  |  |  |  |  |  |  |  |  |  |  |  |  |  |  |  |  |  |  |  |  |  |  |  |  |  |  |  |  |  |  |  |  |  |  |  |  |  |
| Frederik Willem I van Pruisen (1688-1740) | Frederik Willem I van Pruisen (1688-1740) | Frederik Willem I van Pruisen (1688-1740) | Frederik Willem I van Pruisen (1688-1740) | Frederik Willem I van Pruisen (1688-1740)   | Frederik Willem I van Pruisen (1688-1740)   | Sophia Dorothea van Hannover (1687-1757)    | Sophia Dorothea van Hannover (1687-1757)    | Sophia Dorothea van Hannover (1687-1757)    | Sophia Dorothea van Hannover (1687-1757)    | Sophia Dorothea van Hannover (1687-1757)   | Sophia Dorothea van Hannover (1687-1757)   |                                            |                                            | Ferdinand Albrecht II van Brunswijk-Wolfenbüttel (1680-1735) | Ferdinand Albrecht II van Brunswijk-Wolfenbüttel (1680-1735) | Ferdinand Albrecht II van Brunswijk-Wolfenbüttel (1680-1735) | Ferdinand Albrecht II van Brunswijk-Wolfenbüttel (1680-1735) | Ferdinand Albrecht II van Brunswijk-Wolfenbüttel (1680-1735) | Ferdinand Albrecht II van Brunswijk-Wolfenbüttel (1680-1735) | Antoinette Amalia van Brunswijk-Wolfenbüttel (1696-1762) | Antoinette Amalia van Brunswijk-Wolfenbüttel (1696-1762) | Antoinette Amalia van Brunswijk-Wolfenbüttel (1696-1762) | Antoinette Amalia van Brunswijk-Wolfenbüttel (1696-1762) | Antoinette Amalia van Brunswijk-Wolfenbüttel (1696-1762) | Antoinette Amalia van Brunswijk-Wolfenbüttel (1696-1762) |  |  | Lodewijk VIII van Hessen-Darmstadt (1691-1768) | Lodewijk VIII van Hessen-Darmstadt (1691-1768) | Lodewijk VIII van Hessen-Darmstadt (1691-1768) | Lodewijk VIII van Hessen-Darmstadt (1691-1768) | Lodewijk VIII van Hessen-Darmstadt (1691-1768) | Lodewijk VIII van Hessen-Darmstadt (1691-1768) | Charlotte Christina Magdalene Johanna van Hanau-Lichtenberg (1700-1726) | Charlotte Christina Magdalene Johanna van Hanau-Lichtenberg (1700-1726) | Charlotte Christina Magdalene Johanna van Hanau-Lichtenberg (1700-1726) | Charlotte Christina Magdalene Johanna van Hanau-Lichtenberg (1700-1726) | Charlotte Christina Magdalene Johanna van Hanau-Lichtenberg (1700-1726) | Charlotte Christina Magdalene Johanna van Hanau-Lichtenberg (1700-1726) |                                            |                                            | Christiaan III van Palts-Zweibrücken (1674-1735) | Christiaan III van Palts-Zweibrücken (1674-1735) | Christiaan III van Palts-Zweibrücken (1674-1735)     | Christiaan III van Palts-Zweibrücken (1674-1735)     | Christiaan III van Palts-Zweibrücken (1674-1735)     | Christiaan III van Palts-Zweibrücken (1674-1735)     | Carolina van Nassau-Saarbrücken (1704-1774)          | Carolina van Nassau-Saarbrücken (1704-1774)          | Carolina van Nassau-Saarbrücken (1704-1774) | Carolina van Nassau-Saarbrücken (1704-1774) | Carolina van Nassau-Saarbrücken (1704-1774) | Carolina van Nassau-Saarbrücken (1704-1774) |  |  |  |  |  |  |  |  |  |  |  |  |  |  |  |  |  |  |  |  |  |  |  |  |  |  |  |  |  |  |  |  |  |  |  |  |  |  |  |  |  |  |  |  |  |  |  |  |
|                                           |                                           |                                           |                                           |                                             |                                             |                                             |                                             |                                             |                                             |                                            |                                            |                                            |                                            |                                                              |                                                              |                                                              |                                                              |                                                              |                                                              |                                                          |                                                          |                                                          |                                                          |                                                          |                                                          |  |  |                                                |                                                |                                                |                                                |                                                |                                                |                                                                         |                                                                         |                                                                         |                                                                         |                                                                         |                                                                         |                                            |                                            |                                                  |                                                  |                                                      |                                                      |                                                      |                                                      |                                                      |                                                      |                                             |                                             |                                             |                                             |  |  |  |  |  |  |  |  |  |  |  |  |  |  |  |  |  |  |  |  |  |  |  |  |  |  |  |  |  |  |  |  |  |  |  |  |  |  |  |  |  |  |  |  |  |  |  |  |
|                                           |                                           |                                           |                                           | August Willem van Pruisen (1722—1758)       | August Willem van Pruisen (1722—1758)       | August Willem van Pruisen (1722—1758)       | August Willem van Pruisen (1722—1758)       | August Willem van Pruisen (1722—1758)       | August Willem van Pruisen (1722—1758)       |                                            |                                            |                                            |                                            |                                                              |                                                              | Amalia van Brunswijk-Wolfenbüttel (1722-1780)                | Amalia van Brunswijk-Wolfenbüttel (1722-1780)                | Amalia van Brunswijk-Wolfenbüttel (1722-1780)                | Amalia van Brunswijk-Wolfenbüttel (1722-1780)                | Amalia van Brunswijk-Wolfenbüttel (1722-1780)            | Amalia van Brunswijk-Wolfenbüttel (1722-1780)            |                                                          |                                                          |                                                          |                                                          |  |  |                                                |                                                |                                                |                                                | Lodewijk IX van Hessen-Darmstadt (1719–1790)   | Lodewijk IX van Hessen-Darmstadt (1719–1790)   | Lodewijk IX van Hessen-Darmstadt (1719–1790)                            | Lodewijk IX van Hessen-Darmstadt (1719–1790)                            | Lodewijk IX van Hessen-Darmstadt (1719–1790)                            | Lodewijk IX van Hessen-Darmstadt (1719–1790)                            |                                                                         |                                                                         |                                            |                                            |                                                  |                                                  | Henriëtte Caroline van Palts-Zweibrücken (1721-1774) | Henriëtte Caroline van Palts-Zweibrücken (1721-1774) | Henriëtte Caroline van Palts-Zweibrücken (1721-1774) | Henriëtte Caroline van Palts-Zweibrücken (1721-1774) | Henriëtte Caroline van Palts-Zweibrücken (1721-1774) | Henriëtte Caroline van Palts-Zweibrücken (1721-1774) |                                             |                                             |                                             |                                             |  |  |  |  |  |  |  |  |  |  |  |  |  |  |  |  |  |  |  |  |  |  |  |  |  |  |  |  |  |  |  |  |  |  |  |  |  |  |  |  |  |  |  |  |  |  |  |  |
|                                           |                                           |                                           |                                           | August Willem van Pruisen (1722—1758)       | August Willem van Pruisen (1722—1758)       | August Willem van Pruisen (1722—1758)       | August Willem van Pruisen (1722—1758)       | August Willem van Pruisen (1722—1758)       | August Willem van Pruisen (1722—1758)       |                                            |                                            |                                            |                                            |                                                              |                                                              | Amalia van Brunswijk-Wolfenbüttel (1722-1780)                | Amalia van Brunswijk-Wolfenbüttel (1722-1780)                | Amalia van Brunswijk-Wolfenbüttel (1722-1780)                | Amalia van Brunswijk-Wolfenbüttel (1722-1780)                | Amalia van Brunswijk-Wolfenbüttel (1722-1780)            | Amalia van Brunswijk-Wolfenbüttel (1722-1780)            |                                                          |                                                          |                                                          |                                                          |  |  |                                                |                                                |                                                |                                                | Lodewijk IX van Hessen-Darmstadt (1719–1790)   | Lodewijk IX van Hessen-Darmstadt (1719–1790)   | Lodewijk IX van Hessen-Darmstadt (1719–1790)                            | Lodewijk IX van Hessen-Darmstadt (1719–1790)                            | Lodewijk IX van Hessen-Darmstadt (1719–1790)                            | Lodewijk IX van Hessen-Darmstadt (1719–1790)                            |                                                                         |                                                                         |                                            |                                            |                                                  |                                                  | Henriëtte Caroline van Palts-Zweibrücken (1721-1774) | Henriëtte Caroline van Palts-Zweibrücken (1721-1774) | Henriëtte Caroline van Palts-Zweibrücken (1721-1774) | Henriëtte Caroline van Palts-Zweibrücken (1721-1774) | Henriëtte Caroline van Palts-Zweibrücken (1721-1774) | Henriëtte Caroline van Palts-Zweibrücken (1721-1774) |                                             |                                             |                                             |                                             |  |  |  |  |  |  |  |  |  |  |  |  |  |  |  |  |  |  |  |  |  |  |  |  |  |  |  |  |  |  |  |  |  |  |  |  |  |  |  |  |  |  |  |  |  |  |  |  |
|                                           |                                           |                                           |                                           |                                             |                                             |                                             |                                             |                                             |                                             | Frederik Willem II van Pruisen (1744-1797) | Frederik Willem II van Pruisen (1744-1797) | Frederik Willem II van Pruisen (1744-1797) | Frederik Willem II van Pruisen (1744-1797) | Frederik Willem II van Pruisen (1744-1797)                   | Frederik Willem II van Pruisen (1744-1797)                   |                                                              |                                                              |                                                              |                                                              |                                                          |                                                          |                                                          |                                                          |                                                          |                                                          |  |  |                                                |                                                |                                                |                                                |                                                |                                                |                                                                         |                                                                         |                                                                         |                                                                         | Frederika van Hessen-Darmstadt (1751-1805)                              | Frederika van Hessen-Darmstadt (1751-1805)                              | Frederika van Hessen-Darmstadt (1751-1805) | Frederika van Hessen-Darmstadt (1751-1805) | Frederika van Hessen-Darmstadt (1751-1805)       | Frederika van Hessen-Darmstadt (1751-1805)       |                                                      |                                                      |                                                      |                                                      |                                                      |                                                      |                                             |                                             |                                             |                                             |  |  |  |  |  |  |  |  |  |  |  |  |  |  |  |  |  |  |  |  |  |  |  |  |  |  |  |  |  |  |  |  |  |  |  |  |  |  |  |  |  |  |  |  |  |  |  |  |
|                                           |                                           |                                           |                                           |                                             |                                             |                                             |                                             |                                             |                                             | Frederik Willem II van Pruisen (1744-1797) | Frederik Willem II van Pruisen (1744-1797) | Frederik Willem II van Pruisen (1744-1797) | Frederik Willem II van Pruisen (1744-1797) | Frederik Willem II van Pruisen (1744-1797)                   | Frederik Willem II van Pruisen (1744-1797)                   |                                                              |                                                              |                                                              |                                                              |                                                          |                                                          |                                                          |                                                          |                                                          |                                                          |  |  |                                                |                                                |                                                |                                                |                                                |                                                |                                                                         |                                                                         |                                                                         |                                                                         | Frederika van Hessen-Darmstadt (1751-1805)                              | Frederika van Hessen-Darmstadt (1751-1805)                              | Frederika van Hessen-Darmstadt (1751-1805) | Frederika van Hessen-Darmstadt (1751-1805) | Frederika van Hessen-Darmstadt (1751-1805)       | Frederika van Hessen-Darmstadt (1751-1805)       |                                                      |                                                      |                                                      |                                                      |                                                      |                                                      |                                             |                                             |                                             |                                             |  |  |  |  |  |  |  |  |  |  |  |  |  |  |  |  |  |  |  |  |  |  |  |  |  |  |  |  |  |  |  |  |  |  |  |  |  |  |  |  |  |  |  |  |  |  |  |  |
|                                           |                                           |                                           |                                           |                                             |                                             |                                             |                                             |                                             |                                             |                                            |                                            |                                            |                                            |                                                              |                                                              |                                                              |                                                              |                                                              |                                                              |                                                          |                                                          |                                                          |                                                          |                                                          |                                                          |  |  |                                                |                                                |                                                |                                                |                                                |                                                |                                                                         |                                                                         |                                                                         |                                                                         |                                                                         |                                                                         |                                            |                                            |                                                  |                                                  |                                                      |                                                      |                                                      |                                                      |                                                      |                                                      |                                             |                                             |                                             |                                             |  |  |  |  |  |  |  |  |  |  |  |  |  |  |  |  |  |  |  |  |  |  |  |  |  |  |  |  |  |  |  |  |  |  |  |  |  |  |  |  |  |  |  |  |  |  |  |  |
|                                           |                                           |                                           |                                           |                                             |                                             |                                             |                                             |                                             |                                             |                                            |                                            |                                            |                                            |                                                              |                                                              |                                                              |                                                              |                                                              |                                                              |                                                          |                                                          |                                                          |                                                          |                                                          |                                                          |  |  |                                                |                                                |                                                |                                                |                                                |                                                |                                                                         |                                                                         |                                                                         |                                                                         |                                                                         |                                                                         |                                            |                                            |                                                  |                                                  |                                                      |                                                      |                                                      |                                                      |                                                      |                                                      |                                             |                                             |                                             |                                             |  |  |  |  |  |  |  |  |  |  |  |  |  |  |  |  |  |  |  |  |  |  |  |  |  |  |  |  |  |  |  |  |  |  |  |  |  |  |  |  |  |  |  |  |  |  |  |  |
|                                           |                                           |                                           |                                           | Frederik Willem III van Pruisen (1770-1840) | Frederik Willem III van Pruisen (1770-1840) | Frederik Willem III van Pruisen (1770-1840) | Frederik Willem III van Pruisen (1770-1840) | Frederik Willem III van Pruisen (1770-1840) | Frederik Willem III van Pruisen (1770-1840) |                                            |                                            | Louis van Pruisen (1773-1796)              | Louis van Pruisen (1773-1796)              | Louis van Pruisen (1773-1796)                                | Louis van Pruisen (1773-1796)                                | Louis van Pruisen (1773-1796)                                | Louis van Pruisen (1773-1796)                                |                                                              |                                                              | Wilhelmina van Pruisen (1774-1837)                       | Wilhelmina van Pruisen (1774-1837)                       | Wilhelmina van Pruisen (1774-1837)                       | Wilhelmina van Pruisen (1774-1837)                       | Wilhelmina van Pruisen (1774-1837)                       | Wilhelmina van Pruisen (1774-1837)                       |  |  | Augusta van Pruisen (1780-1841)                | Augusta van Pruisen (1780-1841)                | Augusta van Pruisen (1780-1841)                | Augusta van Pruisen (1780-1841)                | Augusta van Pruisen (1780-1841)                | Augusta van Pruisen (1780-1841)                |                                                                         |                                                                         | Hendrik van Pruisen (1781-1846)                                         | Hendrik van Pruisen (1781-1846)                                         | Hendrik van Pruisen (1781-1846)                                         | Hendrik van Pruisen (1781-1846)                                         | Hendrik van Pruisen (1781-1846)            | Hendrik van Pruisen (1781-1846)            |                                                  |                                                  | Willem van Pruisen (1783-1851)                       | Willem van Pruisen (1783-1851)                       | Willem van Pruisen (1783-1851)                       | Willem van Pruisen (1783-1851)                       | Willem van Pruisen (1783-1851)                       | Willem van Pruisen (1783-1851)                       |                                             |                                             |                                             |                                             |  |  |  |  |  |  |  |  |  |  |  |  |  |  |  |  |  |  |  |  |  |  |  |  |  |  |  |  |  |  |  |  |  |  |  |  |  |  |  |  |  |  |  |  |  |  |  |  |